# Neolimnophila andicola
Neolimnophila andicola är en tvåvingeart som beskrevs av Alexander 1942. Neolimnophila andicola ingår i släktet Neolimnophila och familjen småharkrankar.
Artens utbredningsområde är Peru. Inga underarter finns listade i Catalogue of Life.